# Ізольована особлива точка
Ізольо́вана особли́ва то́чка — точка, в деякому проколотому околі якої функція {\displaystyle f(z)} однозначна і аналітична, а в самій точці або не задана, або не голоморфна.

## Класифікація
Якщо {\displaystyle z_{0}} — особлива точка для функції {\displaystyle ~f(z)}, то, будучи аналітичною в деякому проколотому околі цієї точки, вона розкладається в ряд Лорана, що збігається в цьому околі.
{\displaystyle f(z)=\sum _{n\in \mathbb {Z} }a_{n}(z-a)^{n}=\sum _{n=0}^{\infty }a_{n}(z-a)^{n}+\sum _{n=1}^{\infty }{\frac {a_{-n}}{(z-a)^{n}}}}
Перша частина цього розкладу називається правильною частиною ряду Лорана, друга — головною частиною ряду Лорана.
Тип особливої точки функції визначається по головній частині цього розкладу.
- Усувна особлива точка
- Полюс (комплексний аналіз)
- Суттєво особлива точка